# 3-й армейский корпус (вермахт)
3-й армейский корпус (нем. III. Armeekorps), сформирован 26 августа 1939 года (штаб корпуса был создан весной 1935 года).
21 марта 1941 года переформирован в 3-й моторизованный корпус.

## Боевой путь корпуса
В сентябре — октябре 1939 года — участие в Польской кампании.
В мае-июне 1940 года — участие в захвате Бельгии и Франции.

## Состав корпуса
В сентябре 1939:
- 50-я пехотная дивизия
- бригада «Нетце»

В мае 1940:
- 3-я пехотная дивизия
- 23-я пехотная дивизия
- 52-я пехотная дивизия

В марте 1941:
- 62-я пехотная дивизия
- 75-я пехотная дивизия

## Командующий корпусом
- генерал артиллерии Курт Хаазе